# Barbara Kraus (Organistin)
Barbara Kraus (* 1967) ist eine deutsche Konzertorganistin und Fachbuchautorin.

## Leben
Kraus studierte Orgel und Kirchenmusik an der Hochschule für Musik Würzburg bei Günther Kaunzinger und Gerhard Weinberger (A-Examen) sowie am Conservatoire National d. R. Boulogne-Billancourt, Paris bei André Isoir, Diplom de Fin d’Études: Certificat mention très bien, 1993 als Stipendiatin des Deutschen Akademischen Austauschdienstes.
Parallel dazu schloss sie ein Klavierstudium an der Hochschule für Musik Würzburg bei Margarita Höhenrieder und Erich Appel 1992 mit dem künstlerischen Diplom ab. Seit 1993 ist sie freie Konzertorganistin.
Kraus ist außerdem als Herausgeberin und Autorin musikpädagogischer Literatur tätig. Schwerpunkt sind Publikationen zur Orgeldidaktik mit innovativen Ansätzen zur Vernetzung von Gehör und Motorik.

## Werke

### Fachbücher
- Techniken des Orgelübens. Hamburg 2004, ISBN 978-3-934417-08-3.
- Orgelhandbuch Paris. Hamburg 2006, ISBN 978-3-934417-14-4.
- Orgelunterricht. Hamburg 2007, ISBN 978-3-934417-17-5.
- Orgelschule. Hamburg 2009, ISBN 978-3-934417-18-2.
- Practising the Organ. Hamburg 2012, ISBN 978-3-934417-21-2.

### Editionen
- Franz Vollrath Buttstett

• Sechs Kantaten des Jahrgangs 1772/73, Hamburg 2002, ISMN-M-700167-08-0.
• Clavierwerke, Hamburg 2003, ISMN-M-700167-25-7.
• Motetten, Hamburg 2004, ISMN-M-700167-27-1.

### Bearbeitungen
- Glogauer Liederbuch, ausgewählte Stücke für Orgel bearbeitet, Hamburg 1999, ISMN-M-700167-00-4.
- Johann Sebastian Bach, Musikalisches Opfer (BWV 1079,3), ausgewählte Kanons für Orgel bearbeitet, Hamburg 2000, ISMN-M-700167-02-8.
- Sergej Rachmaninoff, Polichinelle und Humoresque, für Orgel bearbeitet, Hamburg 2002, ISMN-M-700167-24-0.
- Hanns Eisler, Bertolt Brecht, Nur für 80 Heller, für Orgel bearbeitet, Hamburg 2003, ISMN-M-700167-23-3.
- Henry Purcell, Suite „The Old Bachelor“ und Fantasien, für Orgel bearbeitet, Hamburg 2003, ISMN-M-700167-33-2.

## Tonträger
- dy katzenphote. Orgelmusik aus Renaissance und Gegenwart, Hamburg 1999.
- Nicolaus Bruhns und der Phantastische Stil, Hamburg 2000.
- Franz Vollrath Buttstett, Claviersonaten, Hamburg 2008.
- Johann Sebastian Bach, Orgelwerke, Hamburg 2012.